# Scelidocteus ochreatus
Espèce
Scelidocteus ochreatus est une espèce d'araignées aranéomorphes de la famille des Palpimanidae.

## Distribution
Cette espèce est endémique de Guinée-Bissau.

## Description
Scelidocteus ochreatus mesure 4 mm.

## Publication originale
- Simon, 1907 : Arachnides recueillis par L. Fea sur la côte occidentale d'Afrique. 1re partie. Annali del Museo Civico di Storia Naturale di Genova, sér. 3, vol. 3, p. 218-323 (texte intéral).